# Torres São Rafael/São Gabriel

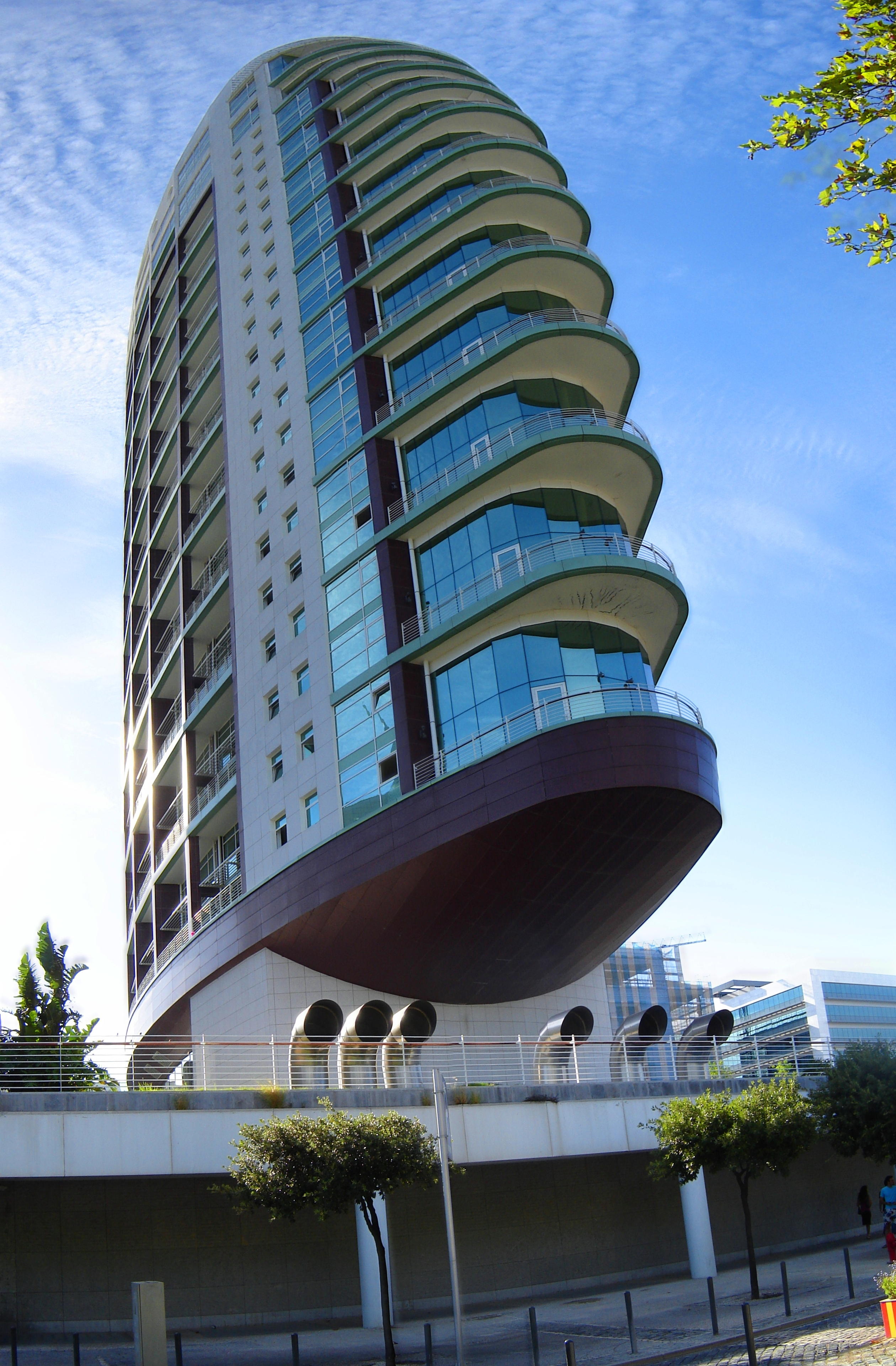
Torre de São Rafael

Die Torres São Rafael/São Gabriel sind Zwillingstürme (38° 46′ N, 9° 6′ W / 38° 46′ N, 9° 6′ W) in der portugiesischen Hauptstadt Lissabon. Sie wurden im Vorfeld der Weltausstellung Expo 98 im Parque das Nações errichtet. Architekten waren Júlio Appleton, João Almeida und Tiago Abecassis.
Die beiden Wohntürme flankieren das Einkaufszentrum Centro Comercial Vasco da Gama und tragen die Namen der beiden Schiffe, mit denen der Seefahrer Vasco da Gama 1498 den Seeweg nach Indien entdeckte. Mit einer Höhe von 110 Metern sind sie die dritthöchsten Hochhäuser Portugals.

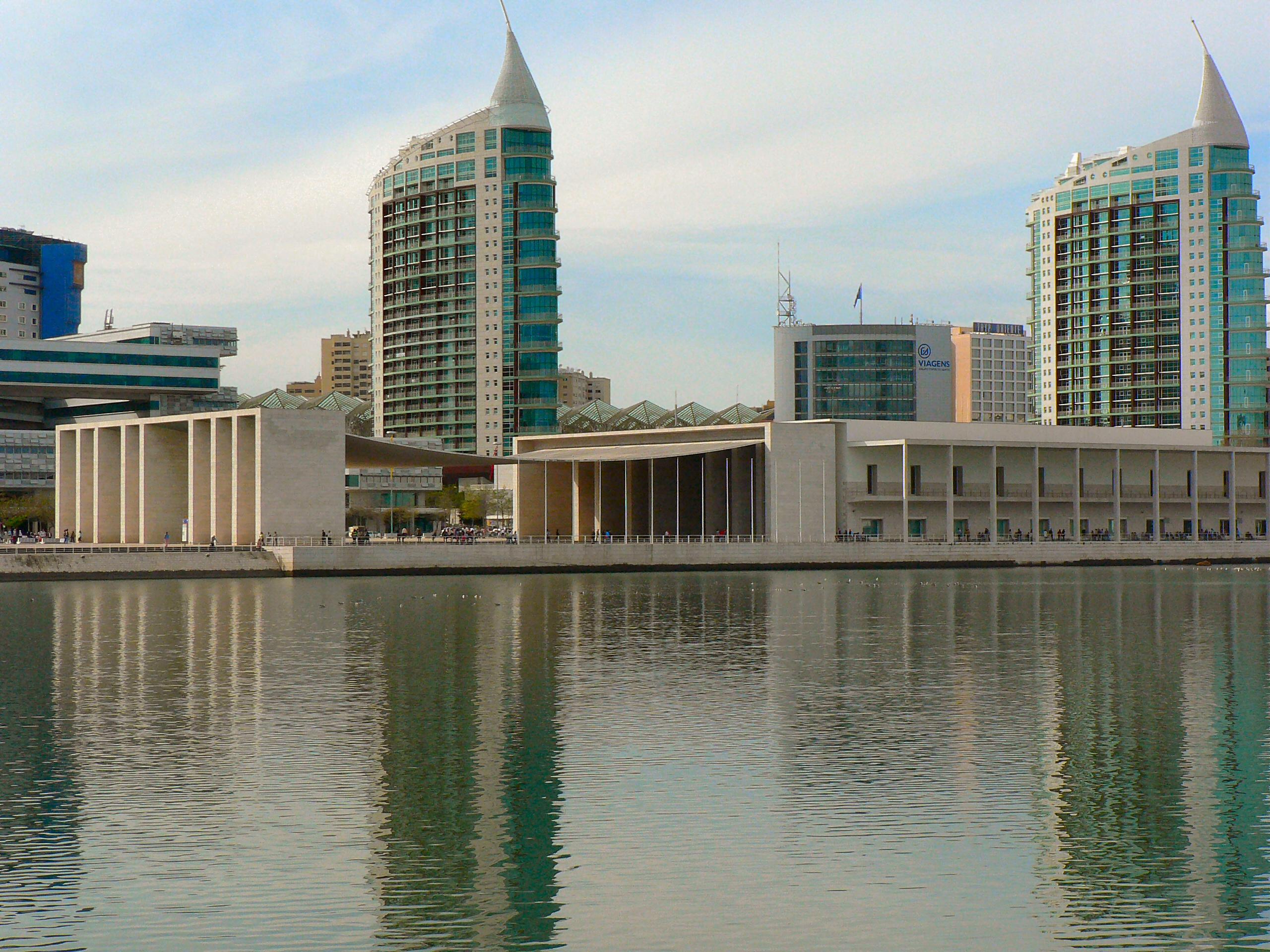
Pavilhão de Portugal mit den Zwillingstürmen
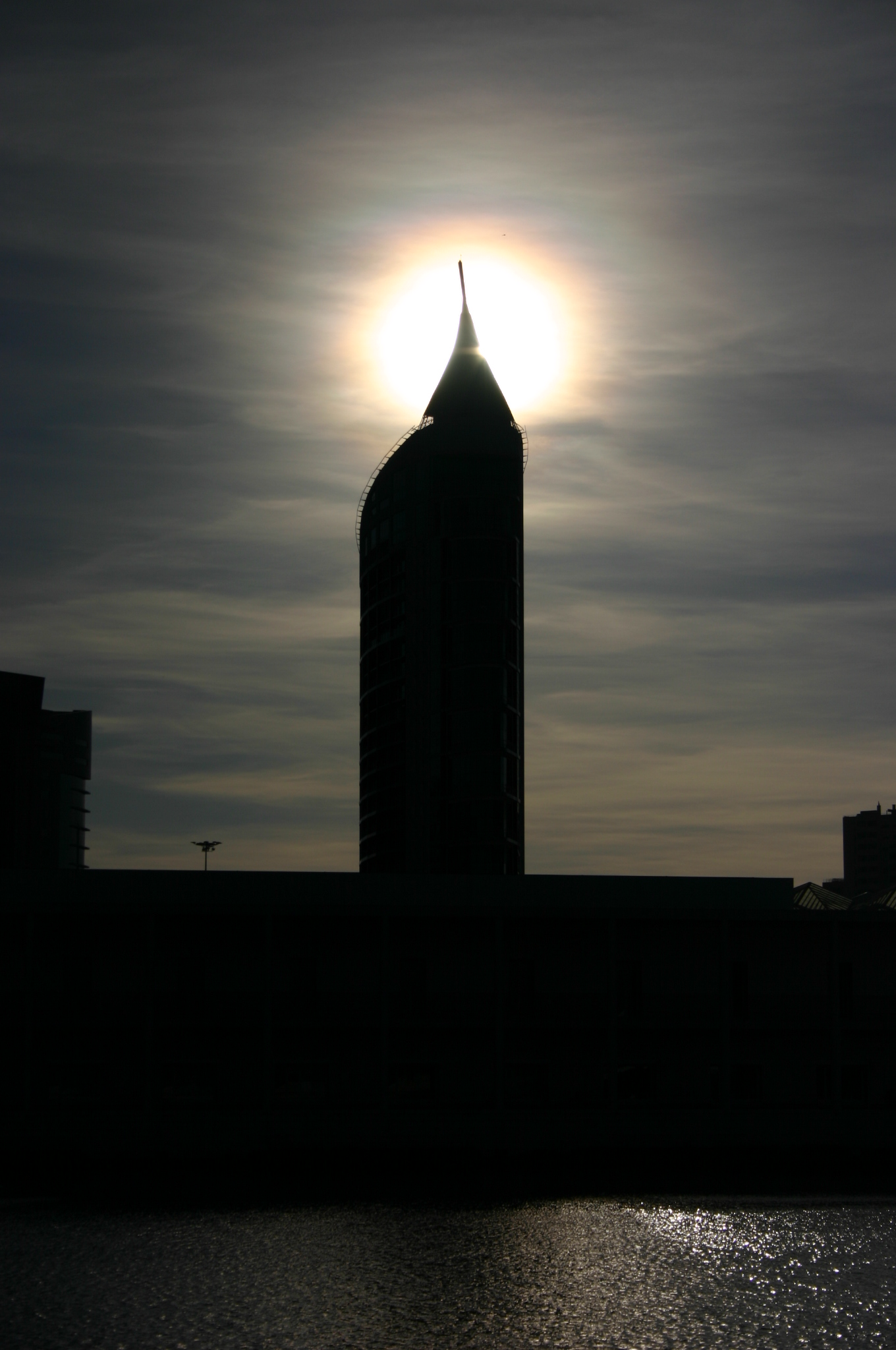
São Gabriel im Gegenlicht
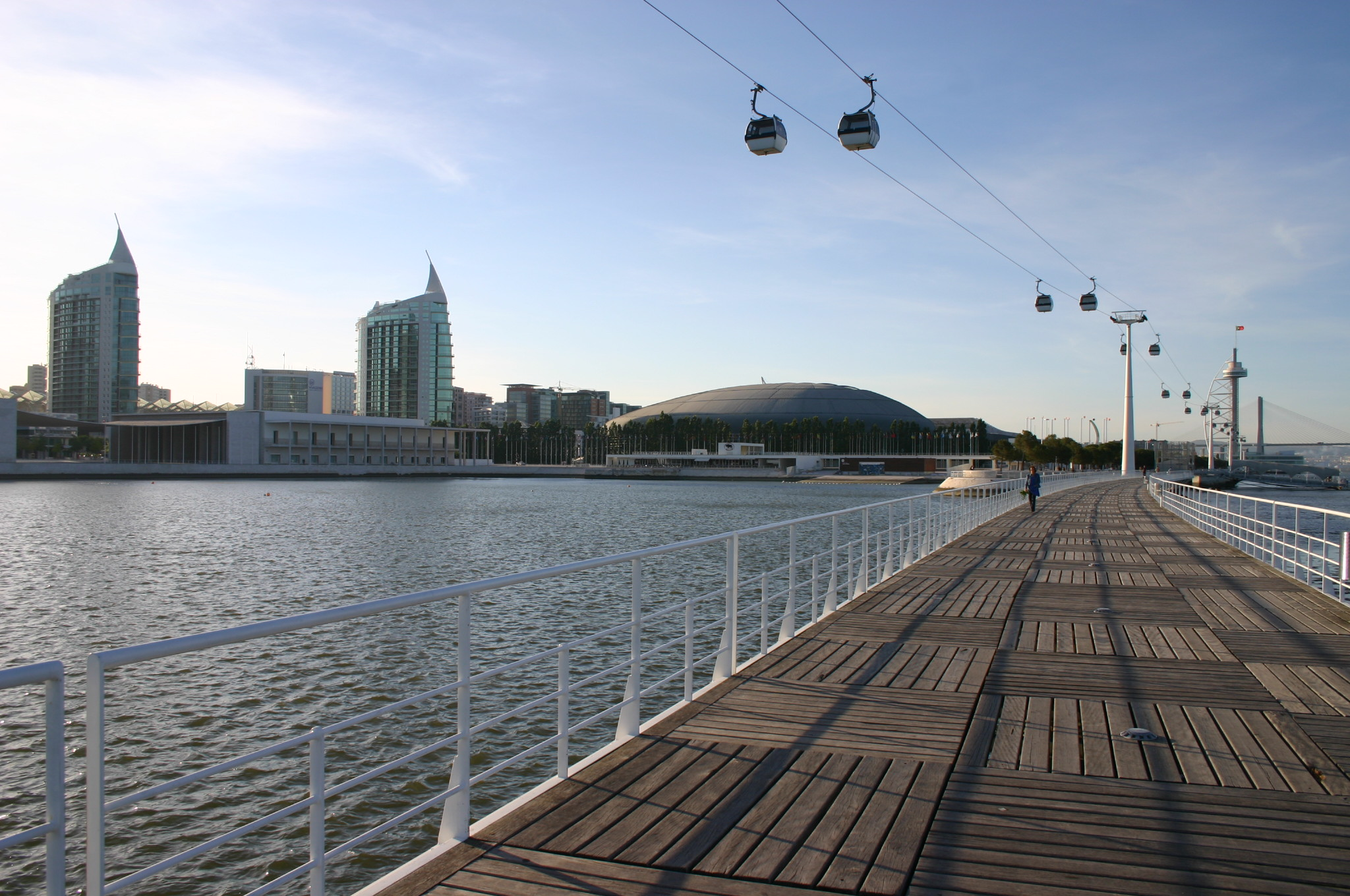
Parque das Nações mit den Türmen links
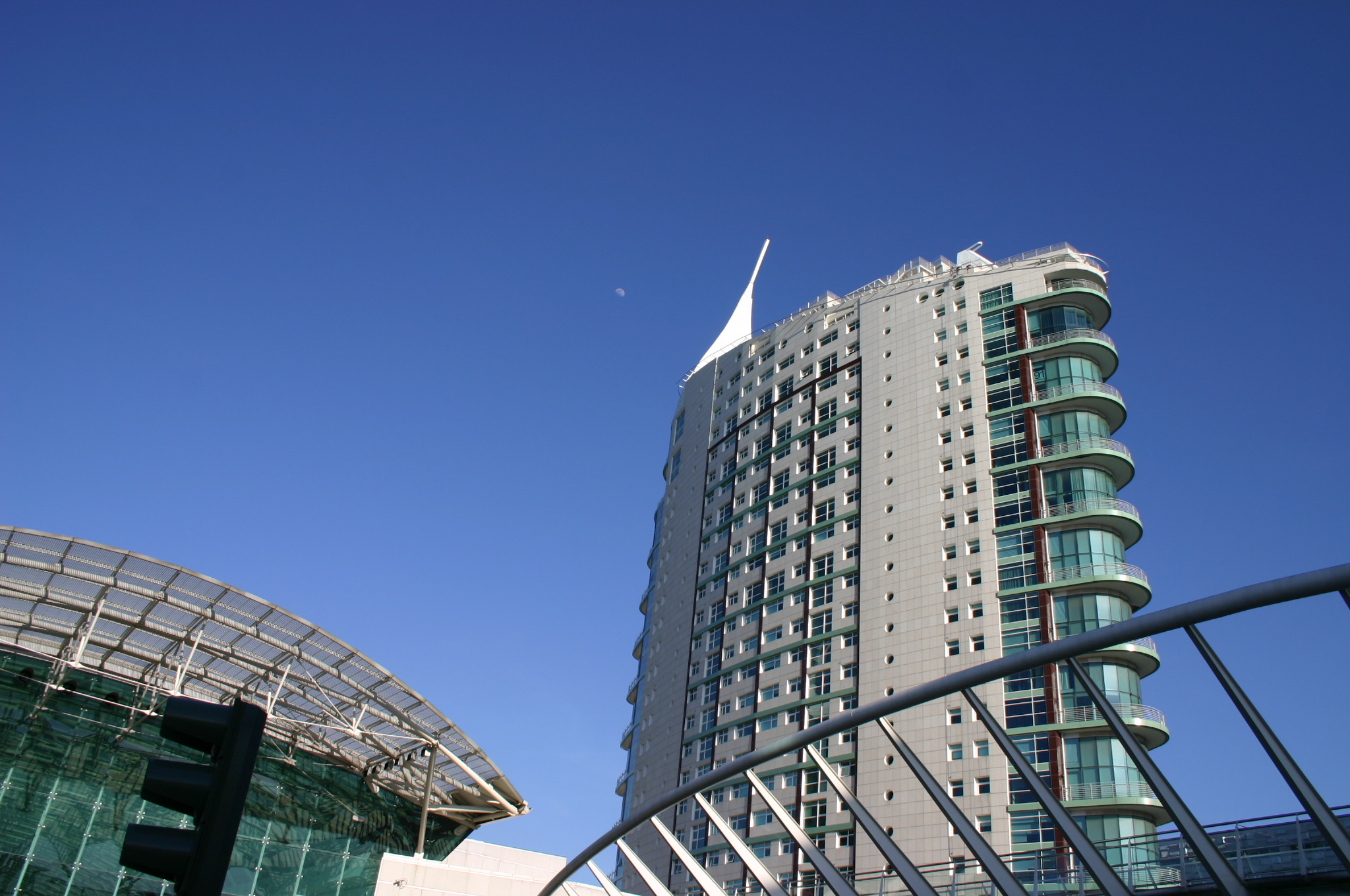
Torre São Gabriel
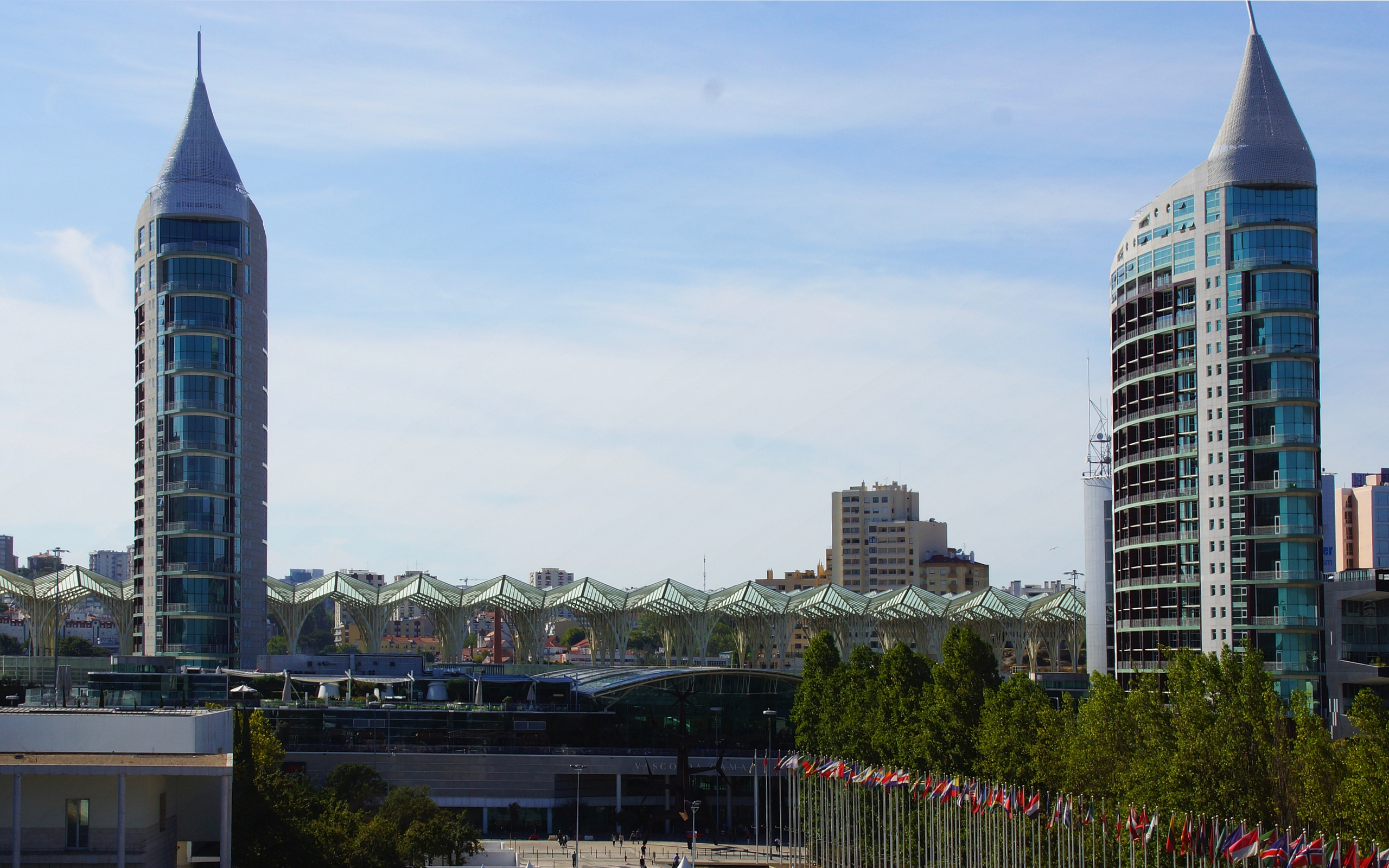
Torres São Rafael und São Gabriel vor dem Gare Estação do Oriente (Areal Expo '98 und Parque das Nações)